# Équipe d'Algérie de football en 2024
Maillots
Actualités
En 2024, l'équipe d'Algérie de football participe à la Coupe d'Afrique 2023, éliminatoires de la Coupe du monde 2026 et aux Qualifications à la CAN 2025.

## Déroulement de la saison

### Objectifs
L'objectif principal pour cette saison 2024, fixé par la Fédération algérienne de football, est de préparer à la Coupe d'Afrique des nations en Côte d'Ivoire et de faire partie du dernier carré de la compétition.

### Résumé de la saison
Cette année 2024 voit les premières sélections de Alexis Guendouz, Mohamed Farsi, Mohamed Amine Madani, Ahmed Kendouci, Amin Chiakha, Ibrahim Maza, Anis Hadj Moussa, Saâdi Radouani et Monsef Bakrar.

### Classement FIFA 2024
Le tableau ci-dessous présente les coefficients mensuels de l'équipe d'Algérie publiés par la FIFA durant l'année 2024.
| Mois | Janvier | Février | Mars | Avril | Mai | Juin | Juillet | Août | Septembre | Octobre | Novembre | Décembre |
| Rang | 30      | 43      | 43   | 43    | 43  | 44   | 46      | 46   | 41        | 37      | 37       | 37       |

### Classement de la CAF
Le tableau ci-dessous présente les coefficients mensuels de l'équipe d'Algérie dans la CAF publiés par la FIFA durant l'année 2024.
| Mois | Janvier | Février | Mars | Avril | Mai | Juin | Juillet | Août | Septembre | Octobre | Novembre | Décembre |
| Rang | 4       | 7       | 7    | 7     | 7   | 7    | 7       | 7    | 7         | 5       | 4        | 4        |

### Bilan en cours
| Rang | Équipe  | Pts | J  | G | N | P | Bp | Bc | Diff |
| ---- | ------- | --- | -- | - | - | - | -- | -- | ---- |
| #    | Algérie | 31  | 15 | 9 | 4 | 2 | 35 | 14 | +21  |

## Joueurs et encadrement

### Appelés récemment
Les joueurs suivants ne font pas partie du dernier groupe appelé mais ont été retenus en équipe nationale lors des 12 derniers mois.
Les joueurs qui comportent le signe , sont blessés au moment de la dernière convocation, et qui comportent le signe RET sont retraité.
| Pos. | Nom                | Date de Naissance | Sél. | Buts | Club                | Dernier appel                           |
| ---- | ------------------ | ----------------- | ---- | ---- | ------------------- | --------------------------------------- |
| M    | Ibrahim Maza       | 24 novembre 2005  | 1    | 0    | Hertha BSC          | vs Guinée équatoriale, 14 novembre 2024 |
| A    | Bachir Belloumi    | 1er juin 2002     | 0    | 0    | Hull City           | vs Guinée équatoriale, 14 novembre 2024 |
| A    | Anis Hadj Moussa   | 11 février 2002   | 3    | 0    | Feyenoord Rotterdam | vs Togo, 14 octobre 2024                |
| A    | Badredine Bouanani | 8 décembre 2004   | 5    | 0    | OGC Nice            | vs Togo, 14 octobre 2024                |
| M    | Hicham Boudaoui    | 23 septembre 1999 | 20   | 0    | OGC Nice            | vs Togo, 14 octobre 2024                |
| M    | Houssem Aouar      | 30 juin 1998      | 14   | 5    | Ittihad Club        | vs Togo, 14 octobre 2024                |
| G    | Zakaria Bouhalfaya | 11 août 1997      | 0    | 0    | CS Constantine      | vs Togo, 14 octobre 2024                |
| D    | Saâdi Radouani     | 18 mars 1995      | 1    | 0    | USM Alger           | vs Togo, 14 octobre 2024                |
| G    | Oussama Benbot     | 11 octobre 1994   | 0    | 0    | USM Alger           | vs Togo, 14 octobre 2024                |
| M    | Amir Sayoud        | 30 septembre 1990 | 3    | 1    | Al-Raed FC          | vs Liberia, 10 septembre 2024           |
| D    | Naoufel Khacef     | 27 octobre 1997   | 3    | 0    | CR Belouizdad       | vs Liberia, 10 septembre 2024           |
| D    | Zineddine Belaïd   | 20 mars 1999      | 3    | 0    | Saint-Trond VV      | vs Liberia, 10 septembre 2024           |
| M    | Ismaël Bennacer    | 1er décembre 1997 | 51   | 2    | AC Milan            | vs Liberia, 10 septembre 2024           |
| A    | Monsef Bakrar      | 13 janvier 2001   | 4    | 0    | New York City       | vs Ouganda, 10 juin 2024                |
| A    | Yacine Brahimi     | 8 février 1990    | 69   | 15   | Al-Gharafa SC       | vs Ouganda, 10 juin 2024                |
| M    | Nabil Bentaleb     | 24 novembre 1994  | 53   | 5    | LOSC Lille          | vs Ouganda, 10 juin 2024                |
| D    | Chouaïb Keddad     | 25 juillet 1994   | 0    | 0    | CR Belouizdad       | vs Ouganda, 10 juin 2024                |
| D    | Kévin Guitoun      | 14 mars 1996      | 10   | 0    | FC Metz             | vs Ouganda, 10 juin 2024                |
| G    | Moustapha Zeghba   | 21 novembre 1990  | 8    | 0    | Damac FC            | vs Ouganda, 10 juin 2024                |
| M    | Rafik Guitane      | 26 mai 1999       | 0    | 0    | GD Estoril-Praia    | vs Bolivie, 22 mars 2024                |
| A    | Islam Slimani      | 18 juin 1988      | 102  | 46   | KV Malines          | vs Mauritanie, 23 janvier 2024          |
| M    | Sofiane Feghouli   | 26 décembre 1989  | 83   | 19   | Fatih Karagümrük    | vs Mauritanie, 23 janvier 2024          |
| D    | Yasser Larouci     | 1er janvier 2001  | 3    | 0    | Watford FC          | vs Mauritanie, 23 janvier 2024          |
| G    | Raïs M'Bolhi       | 25 avril 1986     | 96   | 0    | CR Belouizdad       | vs Mauritanie, 23 janvier 2024          |
| M    | Adam Ounas         | 11 novembre 1996  | 28   | 5    | Sans club           | vs Mauritanie, 23 janvier 2024          |
| A    | Youcef Belaïli     | 14 mars 1992      | 54   | 9    | ES Tunis            | vs Mauritanie, 23 janvier 2024          |

## Matchs
| Date              | Stade, Ville, Pays                                 | Adversaire         | Score | Compétition | Buteurs algériens :                                            | Classement Fifa |
| ----------------- | -------------------------------------------------- | ------------------ | ----- | ----------- | -------------------------------------------------------------- | --------------- |
| 5 janvier 2024    | Stade de Kégué Lomé, Togo                          | Togo A'            | 0 - 3 | A           | Bensebaini 20e 70e, Slimani 55e                                | 30e             |
| 9 janvier 2024    | Stade de Kégué Lomé, Togo                          | Burundi            | 0 - 4 | A           | Bounedjah 1re, Mahrez 39e, Slimani 87e,Amoura 90+3e            | 30e             |
| 15 janvier 2024   | Stade de Bouaké Bouaké, Côte d'Ivoire              | Angola             | 1 - 1 | CAN 2023    | Bounedjah 18e                                                  | 30e             |
| 20 janvier 2024   | Stade de Bouaké Bouaké, Côte d'Ivoire              | Burkina Faso       | 2 - 2 | CAN 2023    | Bounedjah 51e 90+5e                                            | 30e             |
| 23 janvier 2024   | Stade de Bouaké Bouaké, Côte d'Ivoire              | Mauritanie         | 1 - 0 | CAN 2023    |                                                                | 30e             |
| 22 mars 2024      | Stade Nelson-Mandela Alger, Algérie                | Bolivie            | 3 - 2 | A           | Gouiri 43e, Benzia 79e, Mandi 90+4e                            | 43e             |
| 26 mars 2024      | Stade Nelson-Mandela Alger, Algérie                | Afrique du Sud     | 3 - 3 | A           | Benzia 22e 70e, Brahimi 53e                                    | 43e             |
| 6 juin 2024       | Stade Nelson-Mandela Alger, Algérie                | Guinée             | 1 - 2 | ECDM 2026   | Baldé 52e (csc)                                                | 43e             |
| 10 juin 2024      | Mandela National Stadium Wakiso, Ouganda           | Ouganda            | 1 - 2 | ECDM 2026   | Aouar 46e, Benrahma 58e                                        | 43e             |
| 5 septembre 2024  | Stade Miloud-Hadefi Oran, Algérie                  | Guinée équatoriale | 2 - 0 | ECAN 2025   | Aouar 69e, Gouiri 90+5e                                        | 46e             |
| 10 septembre 2024 | Samuel Kanyon Doe Sports Complex Monrovia, Liberia | Liberia            | 0 - 3 | ECAN 2025   | Gouiri 17e, Zorgane 25e, Bounedjah 80e                         | 46e             |
| 10 octobre 2024   | Stade du 19-Mai-1956 Annaba, Algérie               | Togo               | 5 - 1 | ECAN 2025   | Benrahma 29e 55e, Aouar 68e, Gouiri 86e, Amoura 90+5e          | 41e             |
| 14 octobre 2024   | Stade de Kégué Lomé, Togo                          | Togo               | 0 - 1 | ECAN 2025   | Bensebaini 18e (pen.)                                          | 41e             |
| 14 novembre 2024  | Nuevo Estadio de Malabo Malabo, Guinée équatoriale | Guinée équatoriale | 0 - 0 | ECAN 2025   |                                                                | 37e             |
| 17 novembre 2024  | Stade Hocine-Aït-Ahmed Tizi Ouzou, Algérie         | Liberia            | 5 - 1 | ECAN 2025   | Mandi 20e, Mahrez 29e, Bounedjah 64e, Gouiri 74e, Amoura 90+5e | 37e             |

Légende: A : Match amical / CAN 2023 : Coupe d'Afrique des nations de football 2023 / ECDM 2026 : Éliminatoires de la zone Afrique de la Coupe du monde de football 2026 / ECAN : Éliminatoires de la Coupe d'Afrique des nations de football 2025

## Matchs de préparation
| Sélectionneur : |
| Kader Cougbadja |

| Sélectionneur : |
| Djamel Belmadi  |

| Sélectionneur : |
| Kader Cougbadja |

| Sélectionneur : |
| Djamel Belmadi  |

| Sélectionneur :     |
| Etienne Ndayiragije |

| Sélectionneur : |
| Djamel Belmadi  |

| Sélectionneur :     |
| Etienne Ndayiragije |

| Sélectionneur : |
| Djamel Belmadi  |

## Coupe d'Afrique des nations 2023

### Classements et résultats

#### Phase de poules

##### Groupe D
| Rang | Équipe       | Pts | J | G | N | P | Bp | Bc | Diff |  | Résultats (▼ dom., ► ext.) |     |     |     |     |
| ---- | ------------ | --- | - | - | - | - | -- | -- | ---- |  | -------------------------- | --- | --- | --- | --- |
| 1    | Angola       | 7   | 3 | 2 | 1 | 0 | 6  | 3  | +3   |  | Angola                     |     | 2-0 | 3-2 | 1-1 |
| 2    | Burkina Faso | 4   | 3 | 1 | 1 | 1 | 3  | 4  | -1   |  | Burkina Faso               | 0-2 |     | 1-0 | 2-2 |
| 3    | Mauritanie   | 3   | 3 | 1 | 0 | 2 | 3  | 4  | -1   |  | Mauritanie                 | 2-3 | 0-1 |     | 1-0 |
| 4    | Algérie      | 2   | 3 | 0 | 2 | 1 | 3  | 4  | -1   |  | Algérie                    | 1-1 | 2-2 | 0-1 |     |

###### Algérie-Angola
| 1re journée Match 8                                       | Algérie                                                 | 1 - 1   | Angola              | | |
| 15 janvier 2024 · 21:00 UTC+1 · Historique des rencontres | (Belaïli ) Bounedjah 18e                                | (1 - 0) | 68e (pen.) Mabululu | Stade de Bouaké Bouaké, Côte d'Ivoire Spectateurs : 19 740 Diffuseur : ENTV, beIN Sports Arbitrage : Issa Sy | Stade de Bouaké Bouaké, Côte d'Ivoire Spectateurs : 19 740 Diffuseur : ENTV, beIN Sports Arbitrage : Issa Sy |
| 15 janvier 2024 · 21:00 UTC+1 · Historique des rencontres | Bensebaïni 35e · Bentaleb 48e · Bennacer 52e · Atal 79e | Rapport | 32e Fortuna         | Stade de Bouaké Bouaké, Côte d'Ivoire Spectateurs : 19 740 Diffuseur : ENTV, beIN Sports Arbitrage : Issa Sy | Stade de Bouaké Bouaké, Côte d'Ivoire Spectateurs : 19 740 Diffuseur : ENTV, beIN Sports Arbitrage : Issa Sy |

###### Burkina Faso-Algérie
| 2e journée Match 19                                       | Burkina Faso                                                      | 2 - 2   | Algérie                                  | | |
| 20 janvier 2024 · 15:00 UTC+1 · Historique des rencontres | Konaté 45+3e · Traoré 71e (pen.)                                  | (1 - 0) | 51e Bounedjah · 90+5e Bounedjah (Ounas ) | Stade de Bouaké Bouaké, Côte d'Ivoire Spectateurs : 33 501 Diffuseur : ENTV, beIN Sports Arbitrage : Abongile Tom | Stade de Bouaké Bouaké, Côte d'Ivoire Spectateurs : 33 501 Diffuseur : ENTV, beIN Sports Arbitrage : Abongile Tom |
| 20 janvier 2024 · 15:00 UTC+1 · Historique des rencontres | Nagalo 17e · Sangaré 23e · Konaté 62e · Djiga 90+2e · Touré 90+8e | Rapport | 53e Bensebaïni · 90+6e Bounedjah         | Stade de Bouaké Bouaké, Côte d'Ivoire Spectateurs : 33 501 Diffuseur : ENTV, beIN Sports Arbitrage : Abongile Tom | Stade de Bouaké Bouaké, Côte d'Ivoire Spectateurs : 33 501 Diffuseur : ENTV, beIN Sports Arbitrage : Abongile Tom |

###### Algérie-Mauritanie
| 3e journée Match 32                                       | Algérie                                  | 0 - 1   | Mauritanie                          | | |
| 23 janvier 2024 · 21:00 UTC+1 · Historique des rencontres |                                          | (0 - 1) | 37e Dellahi Yali                    | Stade de Bouaké Bouaké, Côte d'Ivoire Spectateurs : 28 010 Diffuseur : ENTV, beIN Sports Arbitrage : Omar Abdulkadir Artan | Stade de Bouaké Bouaké, Côte d'Ivoire Spectateurs : 28 010 Diffuseur : ENTV, beIN Sports Arbitrage : Omar Abdulkadir Artan |
| 23 janvier 2024 · 21:00 UTC+1 · Historique des rencontres | Amoura 45+4e · Slimani 76e · Belaïli 84e | Rapport | 21e Bodda · 45+4e L. Ba · 53e Koita | Stade de Bouaké Bouaké, Côte d'Ivoire Spectateurs : 28 010 Diffuseur : ENTV, beIN Sports Arbitrage : Omar Abdulkadir Artan | Stade de Bouaké Bouaké, Côte d'Ivoire Spectateurs : 28 010 Diffuseur : ENTV, beIN Sports Arbitrage : Omar Abdulkadir Artan |

## Série FIFA
Article détaillé : Série FIFA 2024 (en).
| Rang | Équipe         | Pts | J | G | N | P | Bp | Bc | Diff |  | Résultats (▼ dom., ► ext.) |     |     |     |     |
| ---- | -------------- | --- | - | - | - | - | -- | -- | ---- |  | -------------------------- | --- | --- | --- | --- |
| 1    | Algérie (H)    | 4   | 2 | 1 | 1 | 0 | 6  | 5  | +1   |  | Algérie (H)                |     | 3-2 | 3-3 |     |
| 2    | Bolivie        | 3   | 2 | 1 | 0 | 1 | 3  | 3  | 0    |  | Bolivie                    | 2-3 |     |     | 1-0 |
| 3    | Afrique du Sud | 2   | 2 | 0 | 2 | 0 | 4  | 4  | 0    |  | Afrique du Sud             | 3-3 |     |     | 1-1 |
| 4    | Andorre        | 1   | 2 | 0 | 1 | 1 | 1  | 2  | -1   |  | Andorre                    |     | 0-1 | 1-1 |     |

| Sélectionneur :   |
| Vladimir Petković |

| Sélectionneur :     |
| Antônio Carlos Zago |

| Sélectionneur :   |
| Vladimir Petković |

| Sélectionneur :     |
| Antônio Carlos Zago |

| Sélectionneur :   |
| Vladimir Petković |

| Sélectionneur : |
| Hugo Broos      |

| Sélectionneur :   |
| Vladimir Petković |

| Sélectionneur : |
| Hugo Broos      |

## Éliminatoires de la zone Afrique de la Coupe du monde de football 2026

### Groupe G
| Titulaires : |  |
| |  |
| 23 • Anthony Mandrea · 2 • Aïssa Mandi 32e · 20 • Youcef Atal 80e · 15 • Rayan Aït-Nouri · 4 • Mohamed Tougaï · 12 • Yassine Benzia 59e · 14 • Nabil Bentaleb · 6 • Ramiz Zerrouki 84e · 11 • Yacine Brahimi 59e · 10 • Saïd Benrahma 80e · 7 • Amine Gouiri 90+8e · |  |
| Remplaçants : |  |
| 18 • Mohammed Amoura 59e · 9 • Baghdad Bounedjah 59e · 13 • Jaouen Hadjam 80e · 3 • Kévin Guitoun 80e · 19 • Monsef Bakrar 84e · |  |
| Sélectionneur : |  |
| Vladimir Petković |  |

| Sélectionneur : |
| Kaba Diawara    |

| Titulaires : |  |
| |  |
| 23 • Anthony Mandrea · 2 • Aïssa Mandi 32e · 20 • Youcef Atal 80e · 15 • Rayan Aït-Nouri · 4 • Mohamed Tougaï · 12 • Yassine Benzia 59e · 14 • Nabil Bentaleb · 6 • Ramiz Zerrouki 84e · 11 • Yacine Brahimi 59e · 10 • Saïd Benrahma 80e · 7 • Amine Gouiri 90+8e · |  |
| Remplaçants : |  |
| 18 • Mohammed Amoura 59e · 9 • Baghdad Bounedjah 59e · 13 • Jaouen Hadjam 80e · 3 • Kévin Guitoun 80e · 19 • Monsef Bakrar 84e · |  |
| Sélectionneur : |  |
| Vladimir Petković |  |

| Sélectionneur : |
| Kaba Diawara    |

| Sélectionneur : |
| Paul Put        |

| Titulaires : |  |
| |  |
| 23 • Anthony Mandrea · 2 • Aïssa Mandi · 17 • Mohamed Amine Madani · 20 • Youcef Atal · 15 • Rayan Aït-Nouri · 14 • Nabil Bentaleb 74e 72e · 22 • Ismaël Bennacer 85e · 8 • Houssem Aouar 85e · 9 • Baghdad Bounedjah 69e 69e · 10 • Saïd Benrahma 69e 66e · 18 • Mohammed Amoura · |  |
| Remplaçants : |  |
| 19 • Monsef Bakrar 69e · 12 • Yassine Benzia 69e · 6 • Ramiz Zerrouki 74e · 21 • Ahmed Kendouci 85e · 5 • Zineddine Belaïd 85e · |  |
| Sélectionneur : |  |
| Vladimir Petković |  |

| Sélectionneur : |
| Paul Put        |

| Titulaires : |  |
| |  |
| 23 • Anthony Mandrea · 2 • Aïssa Mandi · 17 • Mohamed Amine Madani · 20 • Youcef Atal · 15 • Rayan Aït-Nouri · 14 • Nabil Bentaleb 74e 72e · 22 • Ismaël Bennacer 85e · 8 • Houssem Aouar 85e · 9 • Baghdad Bounedjah 69e 69e · 10 • Saïd Benrahma 69e 66e · 18 • Mohammed Amoura · |  |
| Remplaçants : |  |
| 19 • Monsef Bakrar 69e · 12 • Yassine Benzia 69e · 6 • Ramiz Zerrouki 74e · 21 • Ahmed Kendouci 85e · 5 • Zineddine Belaïd 85e · |  |
| Sélectionneur : |  |
| Vladimir Petković |  |

## Qualifications à la Coupe d'Afrique des nations de football 2025

### Groupe E
| Rang | Équipe             | Pts | J | G | N | P | Bp | Bc | Diff |  | Résultats (▼ dom., ► ext.) |     |     |     |     |
| ---- | ------------------ | --- | - | - | - | - | -- | -- | ---- |  | -------------------------- | --- | --- | --- | --- |
| 1    | Algérie            | 16  | 6 | 5 | 1 | 0 | 16 | 2  | +14  |  | Algérie                    |     | 2-0 | 5-1 | 5-1 |
| 2    | Guinée équatoriale | 8   | 6 | 2 | 2 | 2 | 5  | 8  | -3   |  | Guinée équatoriale         | 0-0 |     | 2-2 | 1-0 |
| 3    | Togo               | 5   | 6 | 1 | 2 | 3 | 7  | 10 | -3   |  | Togo                       | 0-1 | 3-0 |     | 1-1 |
| 4    | Liberia            | 4   | 6 | 1 | 1 | 4 | 4  | 12 | -8   |  | Liberia                    | 0-3 | 1-2 | 1-0 |     |

| Sélectionneur :   |
| Vladimir Petković |

| Sélectionneur : |
| Juan Micha      |

| Sélectionneur :   |
| Vladimir Petković |

| Sélectionneur : |
| Juan Micha      |

| Sélectionneur : |
| Mario Marinică  |

| Sélectionneur :   |
| Vladimir Petković |

| Sélectionneur : |
| Mario Marinică  |

| Sélectionneur :   |
| Vladimir Petković |

| Sélectionneur :   |
| Vladimir Petković |

| Sélectionneur : |
| Daré Nibombé    |

| Sélectionneur :   |
| Vladimir Petković |

| Sélectionneur : |
| Daré Nibombé    |

| Sélectionneur : |
| Daré Nibombé    |

| Sélectionneur :   |
| Vladimir Petković |

| Sélectionneur : |
| Daré Nibombé    |

| Sélectionneur :   |
| Vladimir Petković |

| Sélectionneur : |
| Juan Micha      |

| Sélectionneur :   |
| Vladimir Petković |

| Sélectionneur : |
| Juan Micha      |

| Sélectionneur :   |
| Vladimir Petković |

| Sélectionneur :   |
| Vladimir Petković |

| Sélectionneur : |
| Mario Marinică  |

| Sélectionneur :   |
| Vladimir Petković |

| Sélectionneur : |
| Mario Marinică  |

## Statistiques

### Temps de jeu des joueurs
| Joueurs                                                 |                 |                 |                 |                 |                 |                 |                 |                 |                 |                 |                 |                 |                 |                 |                 |
| Gardiens de but                                         | Gardiens de but | Gardiens de but | Gardiens de but | Gardiens de but | Gardiens de but | Gardiens de but | Gardiens de but | Gardiens de but | Gardiens de but | Gardiens de but | Gardiens de but | Gardiens de but | Gardiens de but | Gardiens de but | Gardiens de but |
| ------------------------------------------------------- | --------------- | --------------- | --------------- | --------------- | --------------- | --------------- | --------------- | --------------- | --------------- | --------------- | --------------- | --------------- | --------------- | --------------- | --------------- |
| Anthony Mandrea (SM Caen)                               | 90              | 90              | 90              | 90              | 90              | 90              |                 | 90              | 90              | 90              | 90              |                 |                 |                 |                 |
| Alexis Guendouz (Persépolis FC)                         |                 |                 |                 |                 |                 |                 |                 |                 |                 |                 |                 | 90              | 90              |                 | 90              |
| Moustapha Zeghba (Damac FC)                             |                 |                 |                 |                 |                 |                 | 90              |                 |                 |                 |                 |                 |                 |                 |                 |
| Alexandre Oukidja (FC Metz)                             |                 |                 |                 |                 |                 |                 |                 |                 |                 |                 |                 |                 |                 | 90              |                 |
| Défenseurs                                              |                 |                 |                 |                 |                 |                 |                 |                 |                 |                 |                 |                 |                 |                 |                 |
| Aïssa Mandi (Villarreal CF) (LOSC Lille)                | 81              | 90              | 90              | 90              | 90              | 90              | 90              | 90              | 90              | 90              | 90              | 90              | 90              | 90              | 90              |
| Mohamed Farsi (Crew de Columbus)                        |                 |                 |                 |                 |                 |                 |                 |                 |                 |                 | 76              | 7               |                 | 90              | 18              |
| Mohamed Tougaï (ES Tunis)                               |                 |                 |                 |                 | 90              | 71              |                 | 90              |                 | 90              | 90              | 90              | 90              | 90              | 90              |
| Ahmed Touba (US Lecce)                                  | 9               |                 |                 |                 |                 |                 |                 |                 |                 |                 |                 |                 |                 |                 |                 |
| Jaouen Hadjam (BSC Young Boys)                          |                 |                 |                 |                 |                 |                 | 16              | 10              |                 | 90              | 82              |                 |                 |                 | 90              |
| Rayan Aït-Nouri (Wolverhampton FC)                      | 68              | 90              | 90              | 90              | 90              | 90              | 90              | 90              | 90              |                 |                 | 90              | 90              | 90              |                 |
| Mohamed Amine Madani (CS Constantine) (JS Kabylie)      |                 |                 |                 |                 |                 |                 | 90              |                 | 90              |                 |                 |                 |                 | 44              |                 |
| Youcef Atal (OGC Nice) (Adana Demirspor) (Al-Sadd SC)   | 68              | 90              | 80              | 90              | 81              | 90              |                 | 80              | 90              | 7               | 13              |                 |                 |                 | 72              |
| Ramy Bensebaïni (Borussia Dortmund)                     | 81              | 90              | 90              | 90              |                 | 19              |                 |                 |                 | 90              | 90              | 90              | 90              | 46              | 90              |
| Saâdi Radouani (USM Alger)                              |                 |                 |                 |                 |                 |                 |                 |                 |                 |                 |                 |                 | 19              |                 |                 |
| Naoufel Khacef (CR Belouizdad)                          |                 |                 |                 |                 |                 |                 |                 |                 |                 |                 | 8               |                 |                 |                 |                 |
| Zineddine Belaïd (USM Alger)                            | 9               |                 |                 |                 |                 |                 |                 |                 | 5               |                 |                 |                 |                 |                 |                 |
| Kévin Guitoun (FC Metz)                                 | 22              |                 | 10              |                 | 9               |                 | 90              | 10              |                 |                 |                 |                 |                 |                 |                 |
| Yasser Larouci (Sheffield United)                       | 22              |                 |                 |                 |                 |                 |                 |                 |                 |                 |                 |                 |                 |                 |                 |
| Milieux de terrain                                      |                 |                 |                 |                 |                 |                 |                 |                 |                 |                 |                 |                 |                 |                 |                 |
| Ramiz Zerrouki (Feyenoord)                              |                 | 19              | 19              | 90              | 90              | 90              | 44              | 84              | 16              | 90              | 90              | 90              | 71              | 90              |                 |
| Farès Chaïbi (Eintracht Francfort)                      | 22              | 90              | 90              | 16              |                 | 46              |                 |                 |                 |                 |                 |                 |                 |                 | 75              |
| Yassine Benzia (Qarabağ FK)                             |                 |                 |                 |                 |                 | 44              | 74              | 59              | 21              | 11              | 77              |                 | 63              | 20              | 6               |
| Himad Abdelli (SCO Angers)                              |                 |                 |                 |                 |                 |                 |                 |                 |                 |                 |                 |                 |                 |                 | 15              |
| Adem Zorgane (Charleroi SC)                             |                 |                 |                 |                 |                 |                 |                 |                 |                 | 7               | 90              | 46              | 19              | 70              |                 |
| Ahmed Kendouci (Cleopatra FC)                           |                 |                 |                 |                 |                 | 13              | 44              |                 | 5               |                 | 14              |                 |                 | 20              | 90              |
| Ibrahim Maza (Hertha BSC)                               |                 |                 |                 |                 |                 |                 |                 |                 |                 |                 |                 | 1               |                 |                 |                 |
| Hicham Boudaoui (OGC Nice)                              | 22              |                 |                 |                 | 62              |                 |                 |                 |                 |                 |                 | 44              | 90              |                 |                 |
| Houssem Aouar (AS Rome) (Al-Ittihad Club)               | 22              | 19              | 10              |                 | 46              |                 | 74              |                 | 85              | 83              |                 | 89              | 71              | Entré           |                 |
| Amir Sayoud (Al-Raed FC)                                |                 |                 |                 |                 |                 |                 |                 |                 |                 |                 | 3               |                 |                 |                 |                 |
| Ismaël Bennacer (AC Milan)                              | 68              | 71              | 80              |                 |                 |                 |                 |                 | 85              | 78              |                 |                 |                 |                 |                 |
| Nabil Bentaleb (LOSC Lille)                             | 68              | 71              | 71              | 81              | 28              | 77              | 46              | 90              | 74              |                 |                 |                 |                 |                 |                 |
| Sofiane Feghouli (Fatih Karagümrük SK)                  | 68              |                 |                 | 46              |                 |                 |                 |                 |                 |                 |                 |                 |                 |                 |                 |
| Adam Ounas (Lille OSC)                                  | 68              | 19              | 23              | 16              | 62              |                 |                 |                 |                 |                 |                 |                 |                 |                 |                 |
| Attaquants                                              |                 |                 |                 |                 |                 |                 |                 |                 |                 |                 |                 |                 |                 |                 |                 |
| Riyad Mahrez (Al-Ahli FC)                               | 68              | 77              | 90              | 74              | 44              |                 |                 |                 |                 | 83              |                 | 75              | 19              | 70              | 73              |
| Baghdad Bounedjah (Al Sadd) (Al-Shamal)                 | 22              | 71              | 67              | 90              | 90              | 46              | 59              | 31              | 69              | 79              | 13              | 76              | 9               |                 | 84              |
| Saïd Benrahma (Olympique Lyonnais)                      |                 |                 |                 |                 |                 |                 | 23              | 80              | 69              | 90              | 77              | 83              | 27              | 76              | 6               |
| Amine Gouiri (Stade rennais FC)                         |                 |                 |                 |                 |                 | 70              |                 | 90              |                 | 12              | 87              | 15              | 71              | 14              | 84              |
| Mohamed Amoura (Union Saint-Gilloise) (VfL Wolfsburg)   | 22              | 13              |                 | 44              | 69              | 44              | 46              | 31              | 90              |                 |                 | 14              | 81              | 89              | 17              |
| Amin Chiakha (FC Copenhague)                            |                 |                 |                 |                 |                 |                 |                 |                 |                 |                 |                 |                 |                 | 1               |                 |
| Anis Hadj Moussa (Vitesse Arnhem) (Feyenoord Rotterdam) |                 |                 |                 |                 |                 | 20              | 16              |                 |                 | 0               |                 |                 |                 |                 |                 |
| Monsef Bakrar (New York City FC)                        |                 |                 |                 |                 |                 | 20              | 31              | 6               | 21              |                 |                 |                 |                 |                 |                 |
| Yacine Brahimi (Al-Gharafa SC)                          |                 |                 |                 |                 |                 | 70              | 67              | 59              |                 |                 |                 |                 |                 |                 |                 |
| Islam Slimani (Coritiba FC)                             | 68              | 19              | 23              | 9               | 21              |                 |                 |                 |                 |                 |                 |                 |                 |                 |                 |
| Youcef Belaïli (MC Alger)                               | 22              | 71              | 67              | 74              | 28              |                 |                 |                 |                 |                 |                 |                 |                 |                 |                 |

- Les nombres présents dans chaque case de la matrice représentent le nombre de minutes jouées par le joueur lors de ce match (0 signifie que le joueur est entré pendant le temps additionnel).

### Buteurs
6 buts       
- Baghdad Bounedjah ( Burundi) ( Angola) ( Burkina Faso × 2) ( Liberia × 2)

5 buts      
- Amine Gouiri ( Bolivie) ( Guinée équatoriale) ( Liberia × 2) ( Togo)

3 buts    
- Yassine Benzia ( Bolivie) ( Afrique du Sud × 2)
- Houssem Aouar ( Ouganda) ( Guinée équatoriale) ( Togo)
- Saïd Benrahma ( Ouganda) ( Togo × 2)
- Ramy Bensebaïni ( Togo × 3)
- Mohammed Amoura ( Burundi) ( Togo) ( Liberia)

2 buts   
- Islam Slimani ( Togo) ( Burundi)
- Aïssa Mandi ( Bolivie) ( Liberia)
- Riyad Mahrez ( Burundi) ( Liberia)

1 but  
- Adem Zorgane ( Liberia)
- Yacine Brahimi ( Afrique du Sud)

Contre son camp  (csc)
- Baldé

### Passeurs décisifs
3 passes 
- Adam Ounas
  -  Togo : à Ramy Bensebaïni
  -  Burundi : à Mohammed Amoura 
  -  Burkina Faso : à Baghdad Bounedjah
- Mohamed Amoura
  -  Ouganda : à Saïd Benrahma 
  -  Togo : à Amine Gouiri 
  -  Liberia : à Amine Gouiri

2 passes 
- Youcef Belaïli
  -  Burundi : à Riyad Mahrez 
  -  Angola : à Baghdad Bounedjah
- Monsef Bakrar
  -  Bolivie : à Yassine Benzia 
  -  Afrique du Sud : à Yassine Benzia
- Yacine Brahimi
  -  Bolivie : à Amine Gouiri 
  -  Afrique du Sud : à Yassine Benzia
- Mohamed Farsi
  -  Liberia : à Amine Gouiri 
  -  Togo : à Mohammed Amoura
- Ramiz Zerrouki
  -  Liberia : à Adem Zorgane 
  -  Togo : à Saïd Benrahma

1 passe 
- Ismaël Bennacer
  -  Togo : à Islam Slimani
- Farès Chaïbi
  -  Togo : à Ramy Bensebaini
- Yassine Benzia
  -  Afrique du Sud : à Yacine Brahimi
- Baghdad Bounedjah
  -  Ouganda : à Houssem Aouar
- Ramy Bensebaïni
  -  Guinée équatoriale : à Amine Gouiri
- Himad Abdelli
  -  Liberia : à Mohammed Amoura
- Amine Gouiri
  -  Liberia : à Riyad Mahrez

### Cartons jaunes
2 cartons jaunes  
- Ramy Bensebaïni (35e  Angola) (53e  Burkina Faso)
- Mohamed Amoura (83e  Burundi) (45+4e  Mauritanie)
- Baghdad Bounedjah (90+6e  Burkina Faso) (69e  Ouganda)
- Nabil Bentaleb (48e  Angola) (72e  Ouganda)
- Ramiz Zerrouki (73e  Liberia) (90+4e  Guinée équatoriale)

1 carton jaune 
- Youcef Atal (79e  Angola)
- Ismaël Bennacer (52e  Angola)
- Youcef Belaïli (84e  Mauritanie)
- Islam Slimani (76e  Mauritanie)
- Houssem Aouar (31e  Afrique du Sud)
- Aïssa Mandi (32e  Guinée)
- Amine Gouiri (90+8e  Guinée)
- Saïd Benrahma (66e  Ouganda)
- Anthony Mandrea (89e  Guinée équatoriale)
- Naoufel Khacef (82e  Liberia)
- Hicham Boudaoui (90+3e  Togo)
- Riyad Mahrez (70e  Guinée équatoriale)
- Mohamed Amine Madani (67e  Guinée équatoriale)

## Maillot
L'équipe d'Algérie porte en 2024 un maillot confectionné par l'équipementier Adidas.
| Couleurs | Blanc et Vert |           |              |           |           |           |           |
| Marque   | Adidas        |           |              |           |           |           |           |
| Domicile | Domicile II   | Extérieur | Extérieur II | Gardien 1 | Gardien I | Gardien 2 | Gardien 3 |

## Aspects socio-économiques

### Audiences télévisuelles
| Jour de diffusion | Match                        | Compétition                              | Diffuseur         |
| ----------------- | ---------------------------- | ---------------------------------------- | ----------------- |
| 5 janvier 2024    | Togo – Algérie               | Amical                                   | Non diffusé       |
| 9 janvier 2024    | Burundi – Algérie            | Amical                                   | Non diffusé       |
| 15 janvier 2024   | Algérie – Angola             | Coupe d'Afrique 2023                     | ENTV BeIn Sports  |
| 20 janvier 2024   | Algérie – Burkina Faso       | Coupe d'Afrique 2023                     | ENTV BeIn Sports  |
| 23 janvier 2024   | Mauritanie – Algérie         | Coupe d'Afrique 2023                     | ENTV BeIn Sports  |
| 22 mars 2024      | Algérie – Bolivie            | Amical                                   | ENTV              |
| 26 mars 2024      | Algérie – Afrique du Sud     | Amical                                   | ENTV              |
| 6 juin 2024       | Algérie – Guinée             | Qualifications à la Coupe du monde 2026  | ENTV SSC Sports 5 |
| 10 juin 2024      | Ouganda – Algérie            | Qualifications à la Coupe du monde 2026  | ENTV SSC Extra 1  |
| 5 septembre 2024  | Algérie – Guinée équatoriale | Qualifications à la Coupe d'Afrique 2025 | ENTV BeIn Sports  |
| 10 septembre 2024 | Liberia – Algérie            | Qualifications à la Coupe d'Afrique 2025 | BeIn Sports       |
| 10 octobre 2024   | Algérie – Togo               | Qualifications à la Coupe d'Afrique 2025 | ENTV BeIn Sports  |
| 14 octobre 2024   | Togo – Algérie               | Qualifications à la Coupe d'Afrique 2025 | BeIn Sports       |
| 14 novembre 2024  | Guinée équatoriale – Algérie | Qualifications à la Coupe d'Afrique 2025 | BeIn Sports       |
| 17 novembre 2024  | Algérie – Liberia            | Qualifications à la Coupe d'Afrique 2025 | ENTV BeIn Sports  |